# Валовско језеро
Валовско језеро је тип глацијалног језера које настаје ерозионим радом ледника. Валовска језера су карактеристична за високе планинске пределе и као што им и само име каже настају у валовима, тј. коритима некадашњих ледника. Настају селективном ерозијом на месту где је ледник направио секундарно удубљење, а оно се касније испунило водом.
Најпознатија језера овог типа формирала су се у Долини Триглавских језера у Словенији (Зелено, Црно, Велико, Двојно и др).